# Albrecht Dürer
Albrecht Dürer (Nuremberg, 21 de maig de 1471-íd., 6 d'abril de 1528) és l'artista més famós del Renaixement alemany, que va anar a Itàlia per estudiar art fascinat per les idees clàssiques, portant els estils i idees renaixentistes italianes a Alemanya, i conegut en tot el món per les seves pintures, dibuixos, gravats i escrits teòrics sobre art, obres que van exercir una profunda influència en els artistes del segle xvi del seu propi país i dels Països Baixos.
Es conserva una gran quantitat d'informació personal a partir de cartes, escrits i dibuixos que anaven acompanyats amb anotacions minucioses, fet que ha permès una gran comprensió de la seva obra. El seu mestratge com a pintor va ser el resultat d'un intens treball, i en el camp de les arts gràfiques no va tenir rival. Va aconseguir que l'emperador Maximilià I s'interessés per la seva obra i li fes nombrosos encàrrecs. En els seus últims anys va estar ocupat principalment en la realització de tractats sobre la mida i proporció humana. En aquestes obres, publicades després de la seva mort, tractava d'estudiar i raonar la seva manera d'enfocar l'art, basant-se en els estudis italians sobre la teoria de l'art que l'havien precedit.

## Primers anys i context cultural
Dürer va néixer el 21 de maig de 1471 a Nuremberg, ciutat a la qual va estar íntimament unit al llarg de la seva vida. El seu pare, Albrecht Dürer el Vell, era originari d'Hongria i orfebre; es va casar amb Bàrbara, filla del seu mestre, Hieronymus Holper, amb la qual va tenir vint-i-quatre fills; Albrecht en va ser el tercer. Com era habitual a l'època, després d'uns anys d'educació escolar, Albrecht va entrar a formar part del taller de son pare com a aprenent en l'art de joieria; segurament és aquí on va fer servir per primer cop el burí. En orfebreria es graven els adorns amb aquesta eina, però es treballa en materials com l'argent i l'or, mentre que en la realització de gravats s'utilitza el burí però sobre una planxa de coure, i posteriorment es fan les impressions en paper mitjançant una premsa. De fet, se sap que els millors gravadors del segle xv procedien de l'orfebreria.
D'aquesta primera etapa formativa, el jove Dürer va heretar els coneixements de l'art alemany del segle xv, llegat en el qual estava molt present la pintura flamenca del gòtic tardà. Els artistes alemanys integraren en la seva tradició l'estil d'artistes flamencs com Robert Campin, Jan van Eyck i, sobretot, Roger van der Weyden. El nexe comú era el concepte empíric del món que té la gent del nord, fonamentat més en l'observació que en la teoria. Durant el segle xvi l'enfortiment de llaços amb Itàlia pel comerç i la difusió de les idees dels humanistes italians pel nord d'Europa van infondre noves idees artístiques al món cultural alemany, de tradició més conservadora. Per als artistes alemanys resultava difícil conciliar la seva imagineria medieval –representada amb exquisides textures, colors brillants i figures amb gran luxe de detall– amb l'èmfasi que els artistes italians posaven en l'antiguitat clàssica, inspirant-se en temes mitològics i amb figures idealitzades.
La tasca que Dürer es va plantejar era la de proveir d'un model en què els seus compatriotes poguessin combinar l'interès empíric pels detalls naturalistes amb els aspectes més teòrics de l'art italià. En la seva abundant correspondència –especialment en les cartes dirigides a l'humanista Willibald Pirckheimer, amic seu de tota la vida– i en diverses obres publicades, Dürer posava l'èmfasi que la geometria i les mesures eren la clau per a la comprensió de l'art renaixentista italià i, mitjançant aquest, de l'art clàssic. Entre els amics de Dürer hi havia Johannes Stabius, un cartògraf austríac que li va proporcionar els coneixements i detalls sobre la construcció del rellotge de sol.
Aproximadament des de 1507 fins a la seva mort va prendre notes i va fer dibuixos per al seu tractat més conegut, Vier Bücher von menschlicher Proportion (Quatre llibres sobre les proporcions humanes), publicat pòstumament el 1528. No obstant això, altres artistes contemporanis seus, amb una orientació més visual que literària, posaven més atenció en l'obra calcogràfica i la xilogràfica de Dürer, que en els seus escrits; és en aquestes publicacions que Dürer donava orientacions sobre la modernització de l'art, apostant per nus de tall clàssic i l'ús de temes idealitzats, característics del Renaixement italià.

## Aprenentatge i viatge d'estudis

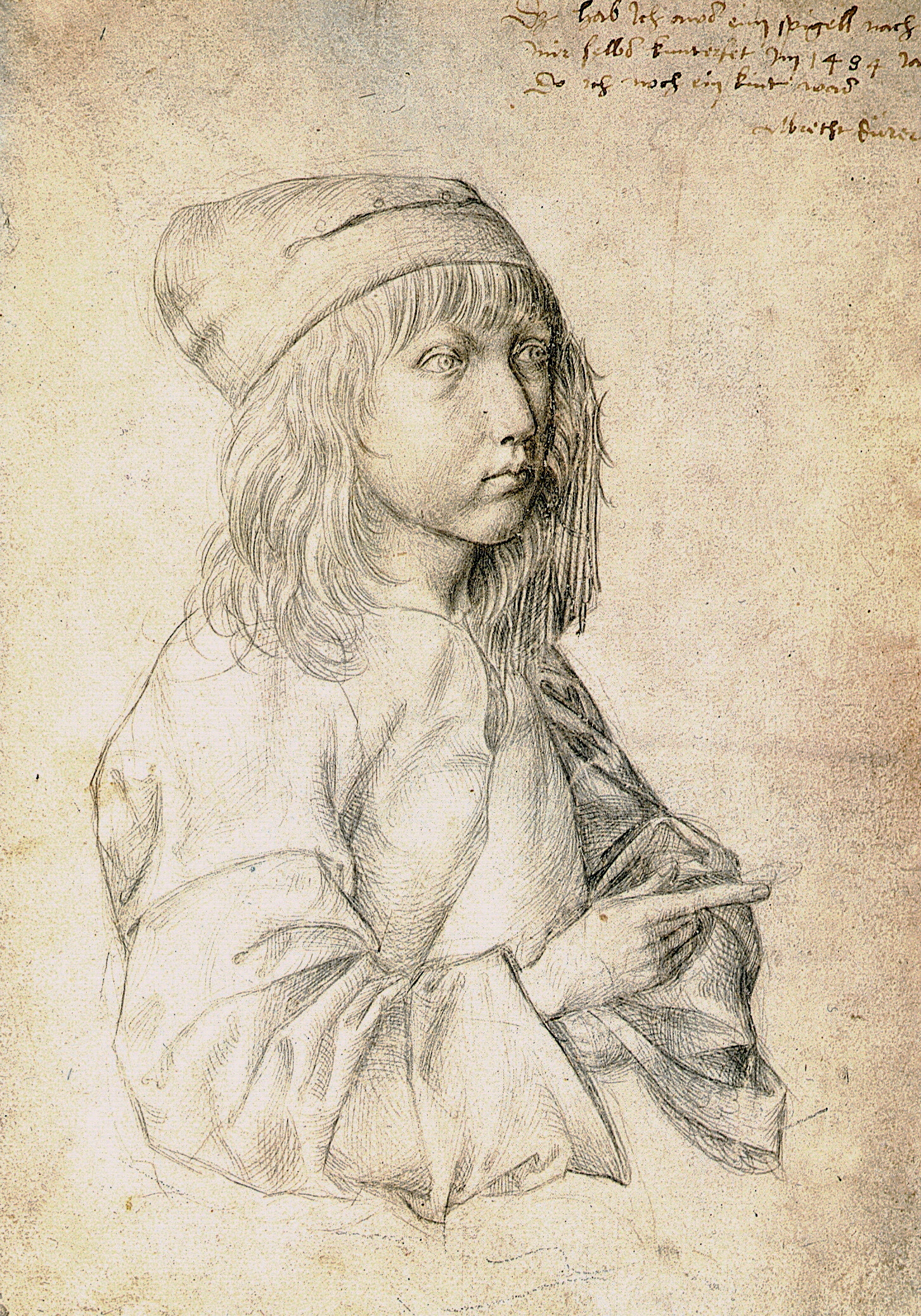
Autoretrat als tretze anys conservat al Museu Albertina de Viena

Quan tenia 15 anys, després d'haver-se format amb el seu pare, Dürer va entrar com a aprenent del pintor i gravador Michael Wolgemut. Entre 1488 i 1493, el taller de Wolgemut es va dedicar a la respectable tasca d'il·lustrar la Crònica de Nuremberg (1493), de Hartmann Schedel, i realitzà nombroses xilografies; per tant, és probable que Dürer rebés una instrucció exhaustiva de com fer els dibuixos per a les planxes de fusta. Durant tota l'època renaixentista, el sud d'Alemanya va ser el centre de nombroses publicacions i era habitual que els pintors en realitzessin xilografies i gravats. Com era costum entre els joves que havien acabat el període d'aprenentatge, Dürer va emprendre un viatge d'estudis i el va realitzar l'any 1490. El 1492 va arribar a Colmar, on va intentar entrar al taller del pintor i gravador alemany Martin Schongauer; malauradament, Dürer desconeixia que l'artista havia mort el 1491.
Els tres germans de Schongauer, Caspar i Paul (orfebres) i Ludwig (pintor), li van aconsellar que es dirigís al centre de publicacions de Basilea, a Suïssa, i li feren una carta de recomanació dirigida a un altre germà, Georg Schongauer, també orfebre, que tenia un gran taller a Basilea. En arribar, va ser acollit a la mateixa casa de Georg. El 8 d'agost de 1492 l'editor Nicolaus Kessler va realitzar una edició de les Cartes de sant Jeroni; a la portada de l'obra hi havia un retrat del sant realitzat per Dürer i, malgrat la seva joventut, va obtenir un gran èxit i va rebre altres ofertes de treball.
Primer a Basilea i després a Estrasburg, Dürer va realitzar il·lustracions per a diverses publicacions, entre les quals es troba Das Narrenschiff (1494) de Sebastian Brant. Durant aquesta primera etapa de la seva vida, que comprèn tot el període d'aprenentatge fins al seu retorn a Nuremberg l'any 1494, el seu art reflecteix una enorme facilitat en el traç del dibuix i una minuciosa observació del detall. Aquestes qualitats són especialment evidents en una sèrie d'autoretrats, entre els quals cal destacar-ne tres: un dels seus dibuixos més antics, de 1484 (Museu Albertina de Viena), quan tenia uns tretze anys, un retrat dibuixat el 1491 (Col·leccions de la Universitat, Erlangen, Alemanya), que mostra una expressió seriosa, i un altre retrat posterior de 1493 (Museu del Louvre), en el qual apareix com un jove ja segur d'ell mateix.

## Primer viatge a Itàlia

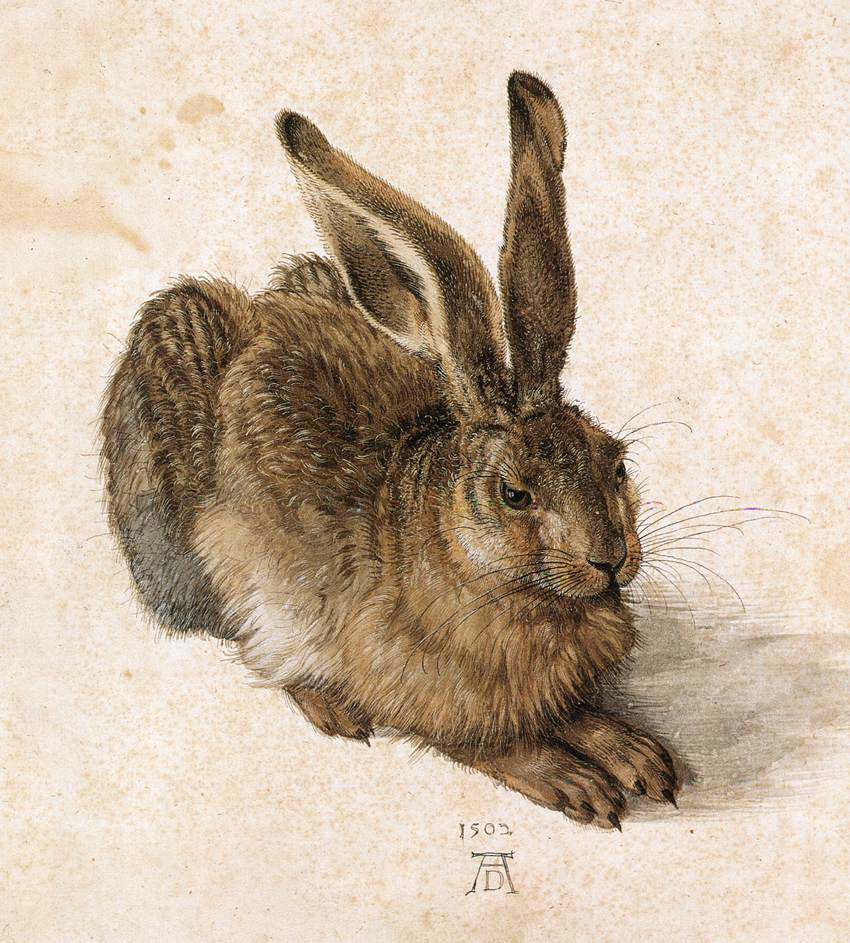
La llebre (1502)

El 1494, després de casar-se amb Agnes Frey a Nuremberg, Dürer va viatjar a Itàlia. Allí va realitzar aquarel·les de paisatges amb una gran minuciositat en el detall com es pot observar, per exemple, en una vista del castell de Trento (National Gallery de Londres); probablement, les va pintar durant el seu viatge de retorn. També, com Leonardo da Vinci, l'atreia molt la natura, i va realitzar uns magnífics estudis d'animals i plantes que va plasmar en dibuixos i aquarel·les; entre les més divulgades cal citar La llebre, quadre pintat l'any 1502. A Venècia i de l'any 1494 estan datats els gravats: Bacanal, La batalla dels centaures marins i la Mort d'Orfeu, tots còpia del pintor italià Andrea Mantegna, que segurament va fer que descobrís el Renaixement italià.
Durant els deu anys següents, des de 1495 al 1505, va estar a Nuremberg i va produir un gran nombre d'obres que van contribuir a consolidar la seva fama. Entre elles destaca la sèrie d'il·lustracions per a gravats en fusta de l'Apocalipsi (1498), els gravats de La gran fortuna (1501-1502) i La caiguda de l'home (1504).
|  |  |

Per a l'obra l'Apocalipsi va realitzar catorze gravats en fusta, publicats en forma de llibre. Entre totes aquestes xilografies destaca, per la seva gran força, Els quatre genets que mostren les forces de la Mort, la Guerra, la Fam i la Pesta. L'Apocalipsi va ser l'obra que més renom li va donar, ja que el tema reflectia, d'una manera molt visionària, el clima turmentat de finals del segle xv. Aquesta i altres obres d'aquest període mostren, en el seu conjunt, un domini tècnic de l'art de la xilografia i el gravat cada cop més gran, un ús de les proporcions humanes basat en els textos del tractadista romà Vitrubi i una brillant capacitat per a incorporar detalls de la natura en obres que reflectien el seu entorn amb gran realisme.

## Retrats

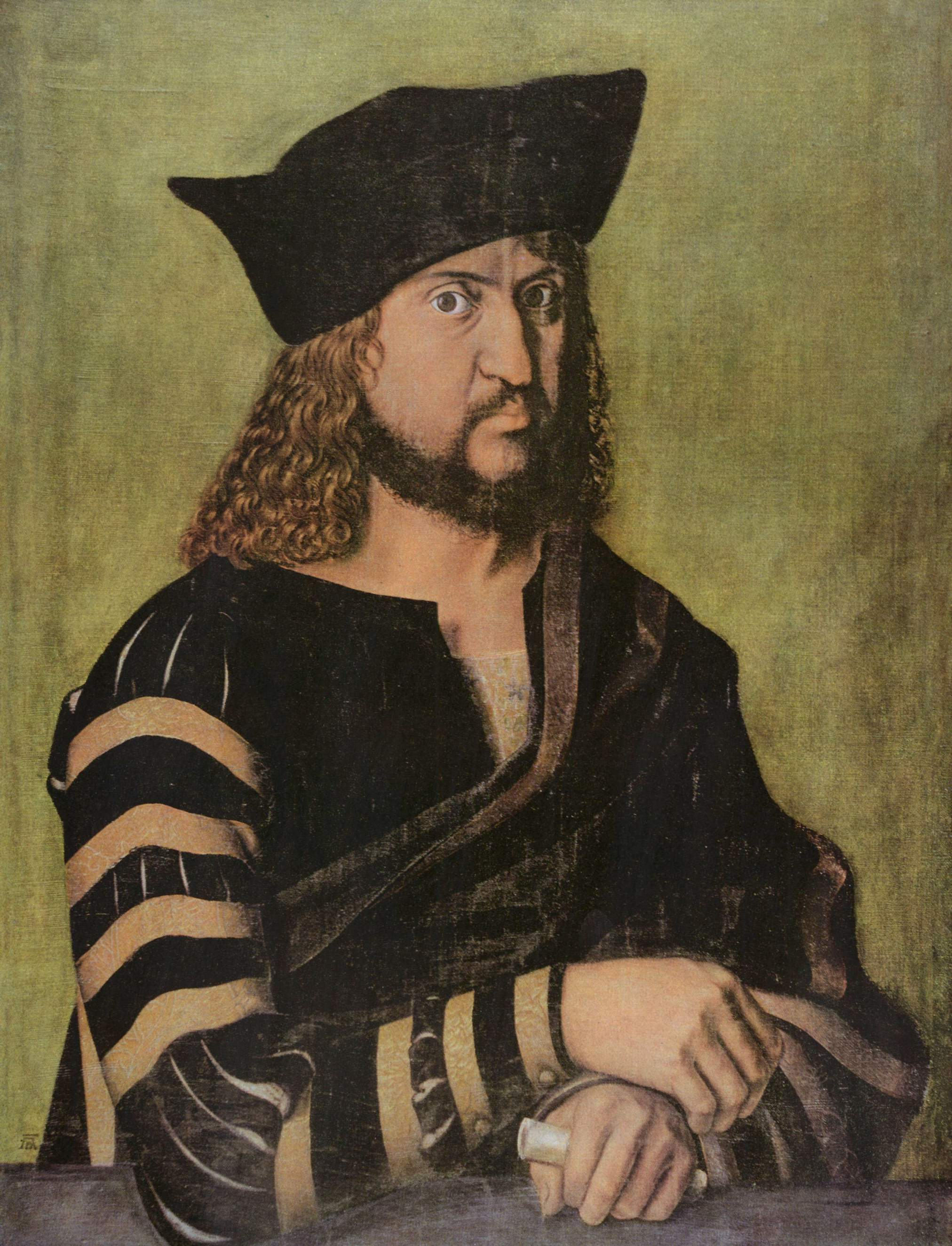
Retrat de Frederic el Savi

El retrat del seu pare de 1490 (Galeria dels Uffizi de Florència) va ser la primera pintura que va realitzar Dürer, amb una gran minuciositat realista i on s'aprecia les influències de la pintura flamenca; al revers de la taula apareixen els escuts familiars del seu pare i de la seva mare, per la qual cosa s'ha arribat a suposar que també va haver de realitzar el retrat de sa mare. Encara que s'havia fet un Autoretrat el 1484 va ser realitzat en dibuix amb la tècnica de punta de plata i va ser el 1493 quan es va fer el seu primer Autoretrat en pintura, segurament per enviar-lo a la seva promesa: això ho suggereix una flor de ricí que sosté entre les seves mans i que simbolitza la fidelitat conjugal.
Establert el 1496 amb un taller propi, el primer client a encarregar-li una obra va ser l'elector de Saxònia Frederic III, conegut com a Frederic el Savi, gran admirador de l'artista. Li va demanar la realització d'un retrat i dos retaules per a la Schlosskirche de Wittenberg: 
- Un retaule és l'anomenat Retaule de Dresden, que consta de tres parts; la part central, amb la imatge de la Mare de Déu, i als laterals, les figures de sant Antoni i sant Sebastià.
- L'altre, el Retaule dels Set Dolors, era un políptic que estava format per una taula central amb una Mater dolorosa i set taules més petites amb els set dolors de la Mare de Déu.[7]

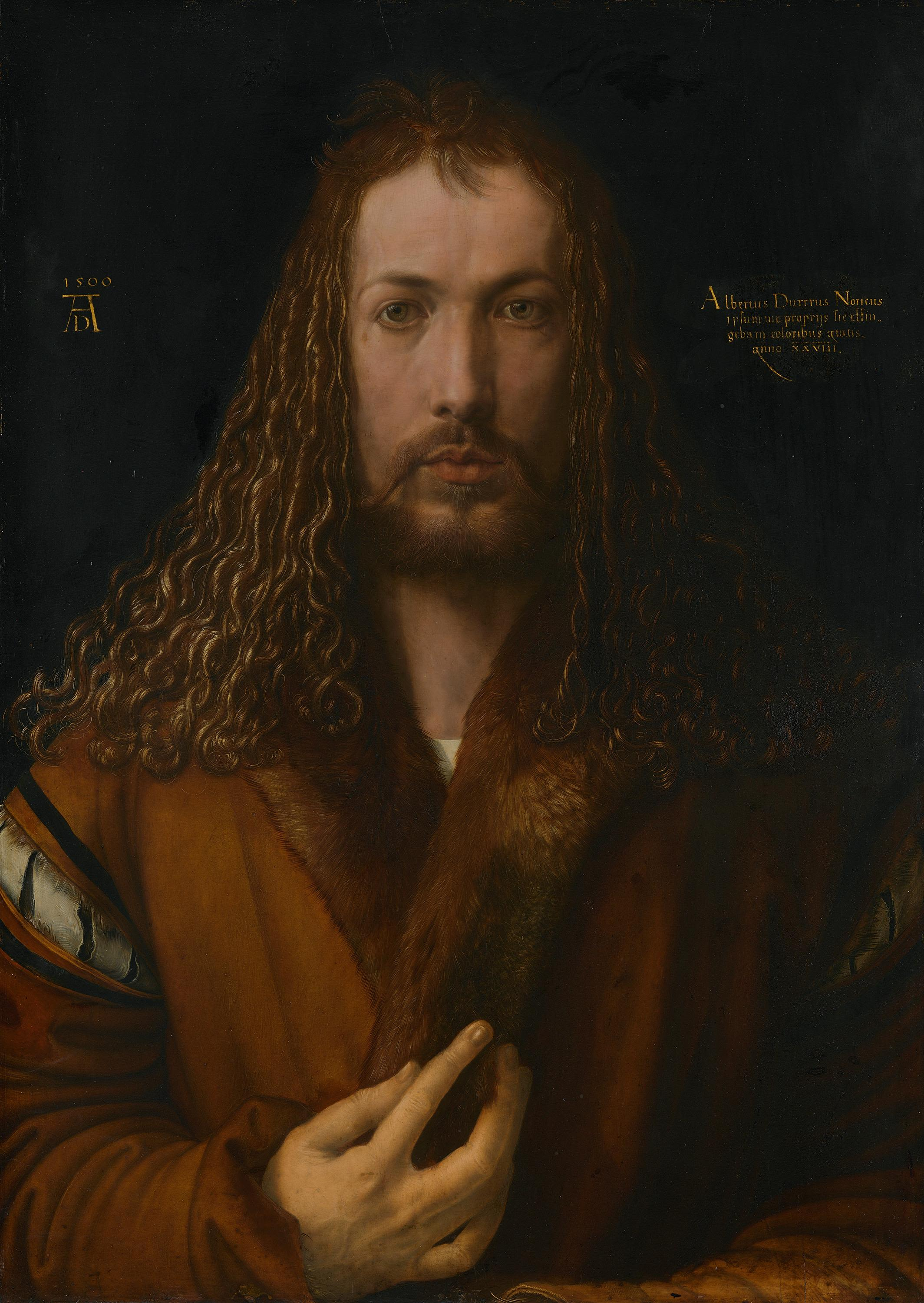
Autoretrat (1500)

El Retrat de Frederic el Savi està pintat amb colors a la cola aplicats sobre el llenç, i està realitzat amb una gran simplificació en l'ús dels colors disposats sobre un fons de color bru. El vestit és negre, amb algun detall daurat i algun petit toc de color verd; la figura té una posició una mica girada per trencar la frontalitat. L'efecte que aconsegueix i per les seves característiques, s'assembla a les obres del pintor italià Mantegna, com s'observa en determinats detalls del tractament del cabell.
El 1497 va pintar un Autoretrat, el del Museu del Prado (Madrid), i el 1500 el de la Pinacoteca de Múnic, en el qual es representa amb les característiques que habitualment s'atribueixen a Crist: l'actitud és rígida i en una posició frontal, i la disposició de la mà és la mateixa que la mà dreta amb la qual Jesús de Natzaret fa el gest de beneir. No hi ha dubte que Dürer es va representar semblança de Crist, no solament en la seva composició, sinó que va suavitzar els contorns del seu rostre i va modificar la forma del nas i els pòmuls, així com es va engrandir els ulls, que ell tenia més petits i una mica esquinçats. Aquesta intenció no representava cap blasfèmia religiosa, car a la seva època la Imitatio Christi (imitació de Crist) s'interpretava literalment; per tant, aquesta imitació es podia il·lustrar, com deutor de la bellesa de Déu com única força de la creació.
Com explica Panofsky:
| «                                                        | Per a la seva manera de pensar, la potència creadora d'un bon pintor es deriva, i en una certa mida és part, de la potència creadora de Déu, així com un rei regna «per la gràcia de Déu», i el papa actua en qualitat de «vicari de Crist». «Déu és honrat», afirma Dürer en una de les seves primeres i més característiques declaracions sobre l'art. | » |
| — Panofsky, Erwin Vida y arte de Alberto Durero, pàg. 69 | |   |

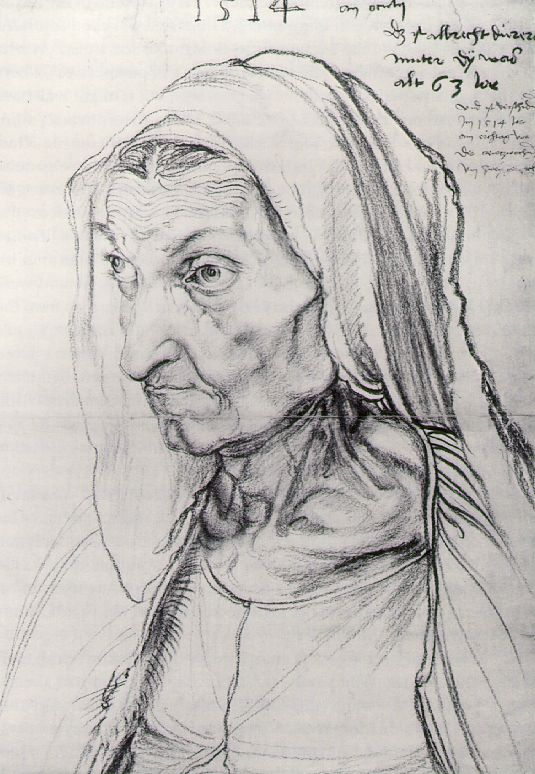
Retrat al carbó de la seva mare

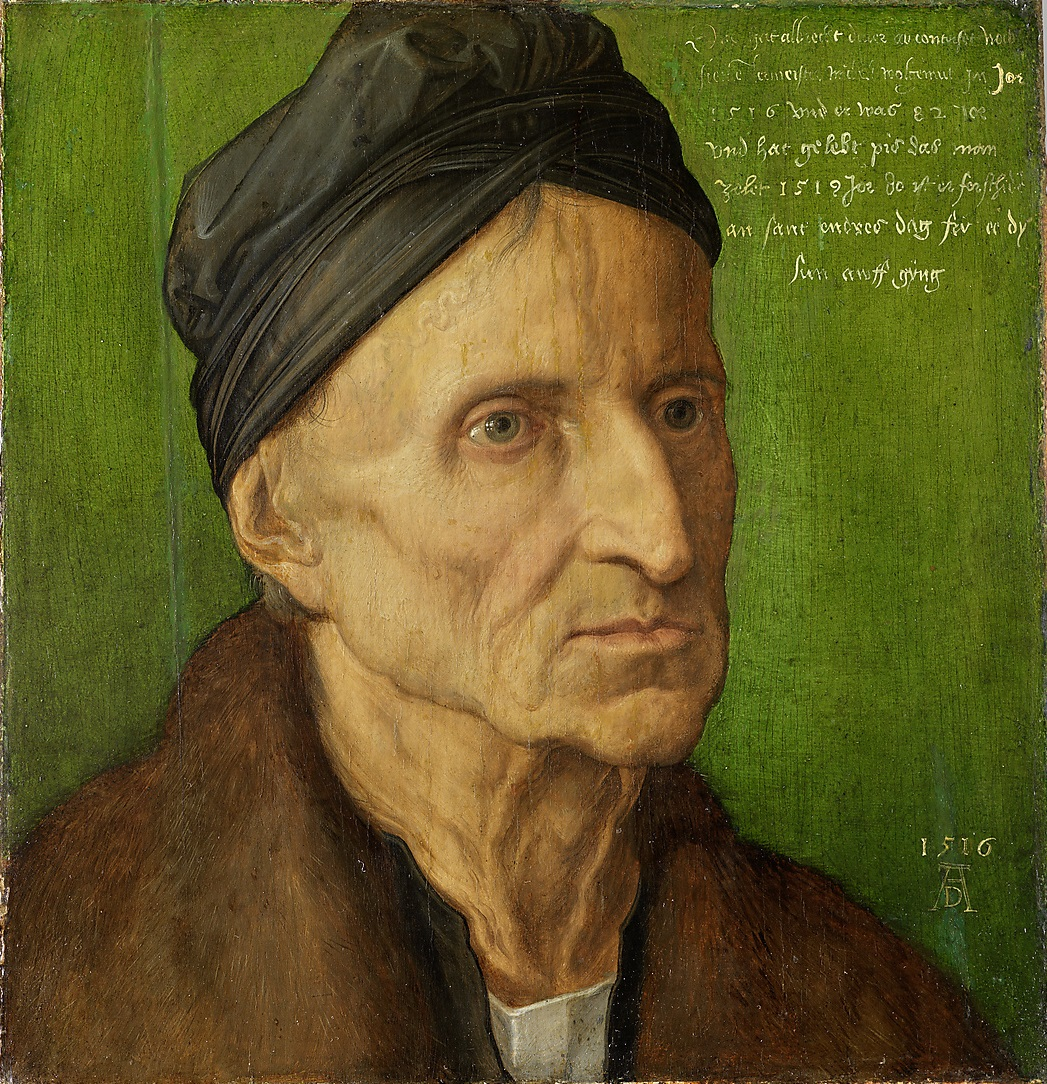
Michael Wolgemut, retrat del seu mestre

Va realitzar nombrosos retrats al llarg de la seva carrera artística, però entre els que no van ser encàrrecs, destaquen el Retrat al carbó de la seva mare, i el del seu mestre Michael Wolgemut, els quals va realitzar més d'acord amb el record que en tenia que buscant expressar la psicologia del personatge. Després de la defunció de la mare i del mestre, Dürer va afegir unes inscripcions a ambdós retrats. Al de la seva mare diu: «va morir dimarts anterior a la setmana de les rogatives, a les dues de la matinada». I la inscripció del retrat del seu mestre va posar: «va morir el dia de sant Andreu abans que el sol es pongués».

## Segon viatge a Itàlia
Dürer va tornar a viatjar a Itàlia entre 1505 i 1507. A Venècia va conèixer el gran mestre Giovanni Bellini i també altres artistes, i la Fundació de Comerciants Alemanys li va encarregar una obra important: el retaule de La festa del Rosari (1506, Museu Nacional de Praga). El 1507 va tornar a Nuremberg, on va començar un segon període d'una ingent producció artística amb obres com el retaule per a l'església dels dominics de Frankfurt del Main, 1508-1509, destruït en un incendi el 1729, la taula de l'Adoració de la Trinitat (1508-1511, Kunsthistorische Museum, Viena), Adam i Eva (1507, Museu del Prado, Madrid), retrats i nombrosos gravats. Entre els gravats hi ha dues edicions de la Passió, i altres obres com El cavaller, la mort i el diable (1513), Sant Jeroni al seu estudi (1514) i La malenconia (1514). Mitjançant el gravat de línia, Dürer va aconseguir crear diferents gammes d'ombres i de textures amb les quals va aconseguir plasmar formes tridimensionals amb un gran mestratge, com s'aprecia en l'obra anomenada Rinoceront de Dürer que va esdevenir una icona cultural. Segons alguns crítics és la «representació d'un animal que més influència ha tingut en la història de l'art». En aquesta època és acollit per la família Fugger, i realitza alguns retrats dels seus membres.

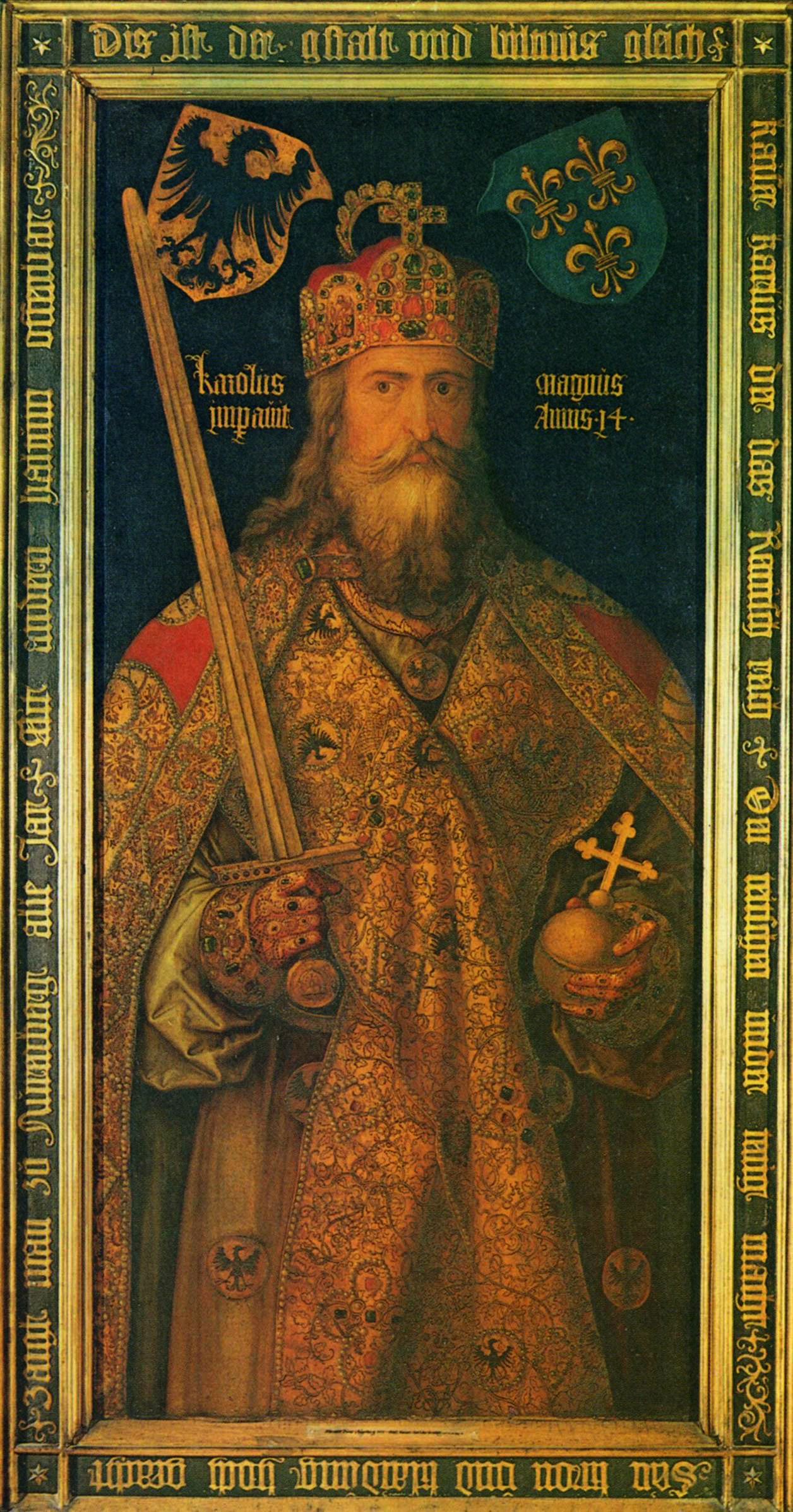
Carlemany, 1512
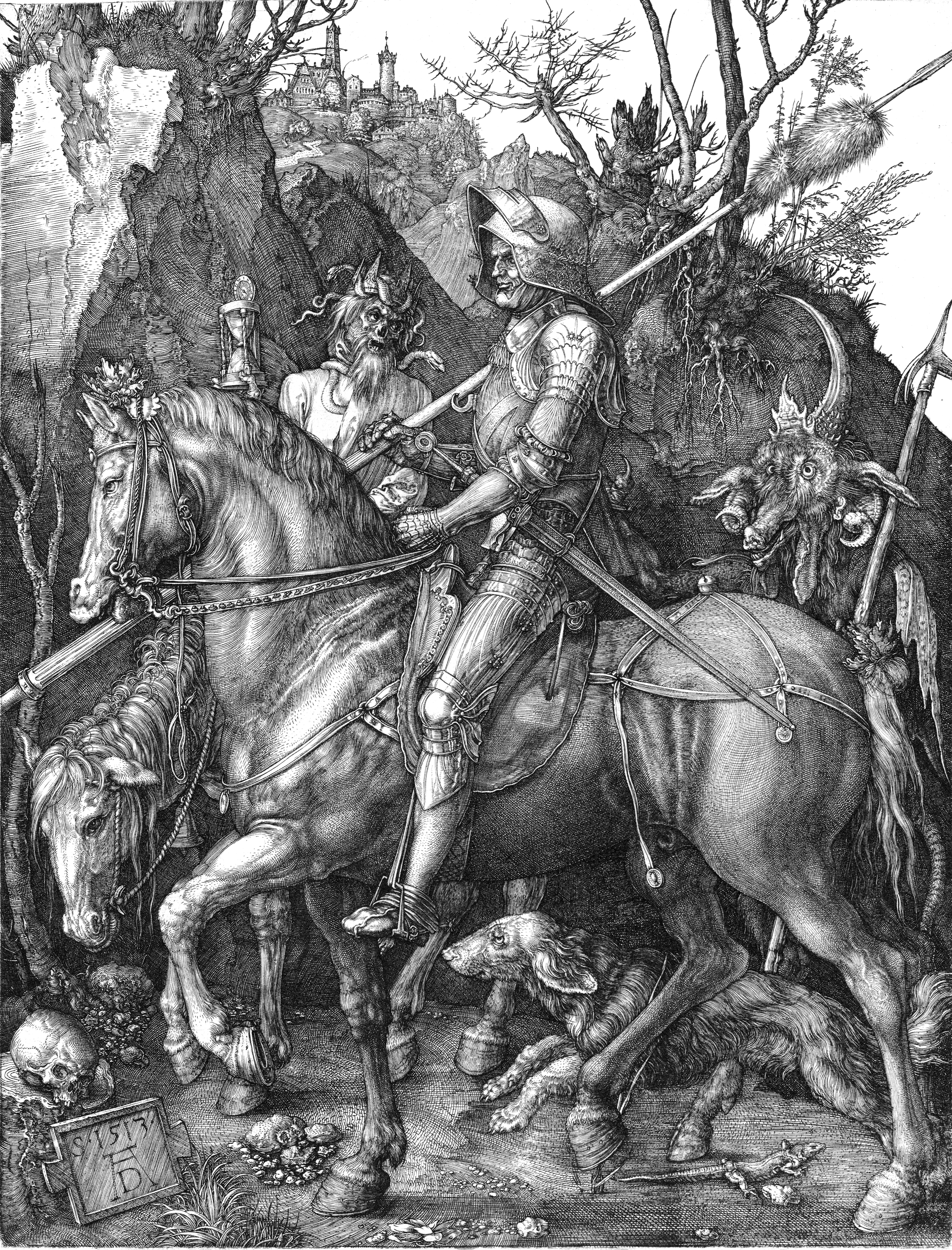
El cavaller, la mort i el diable, 1513
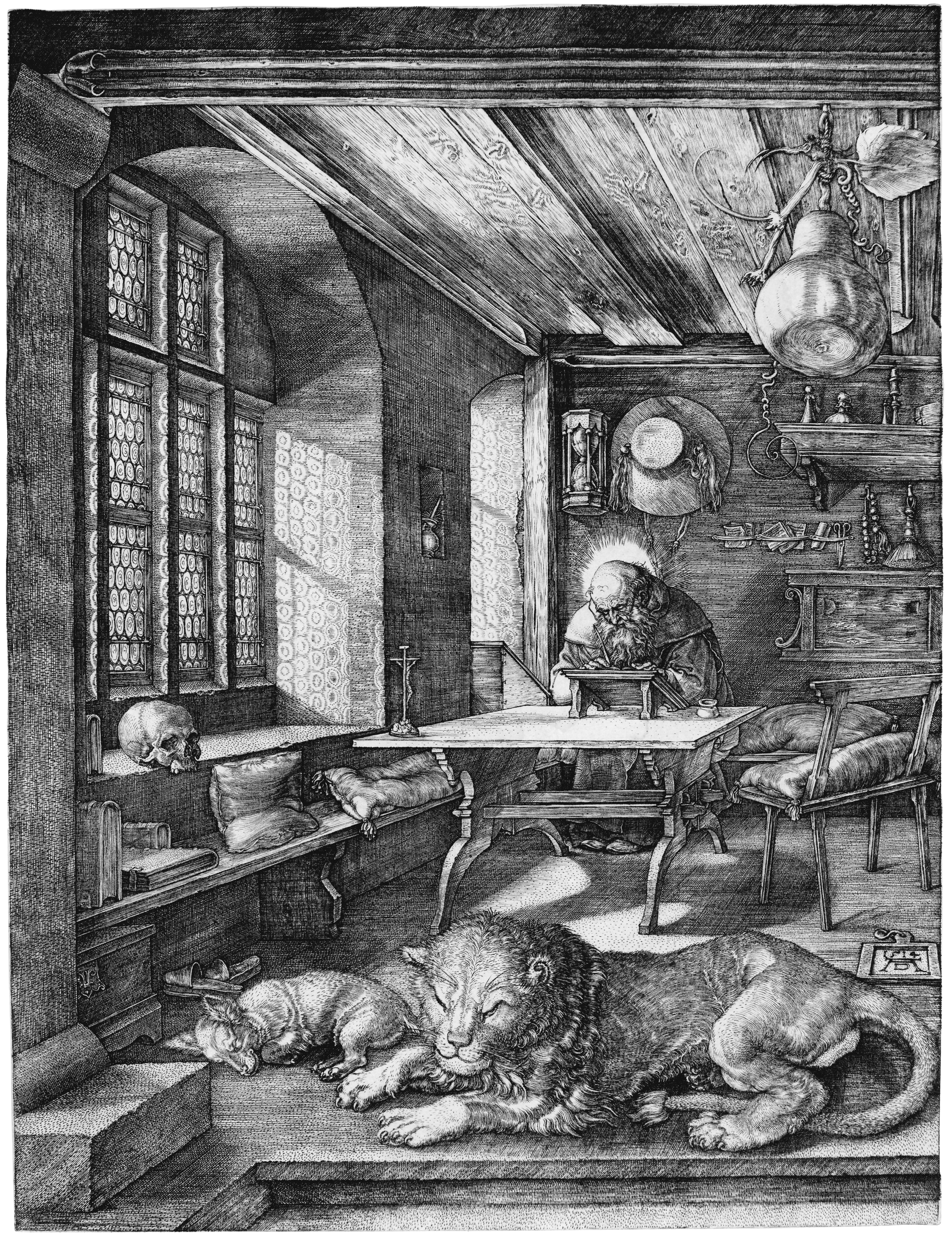
Sant Jeroni al seu estudi, 1514
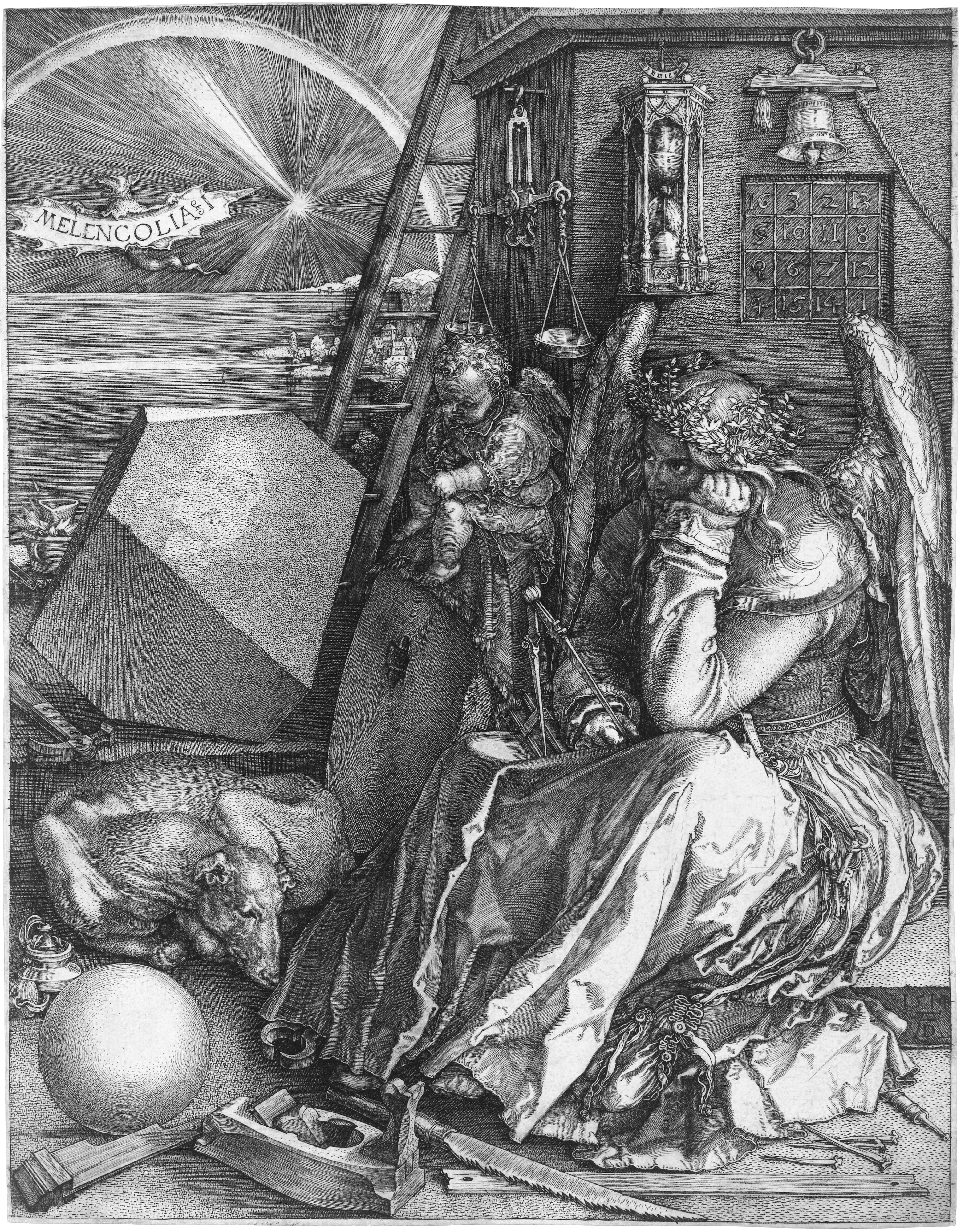
La malenconia, 1514

## Temes bíblics

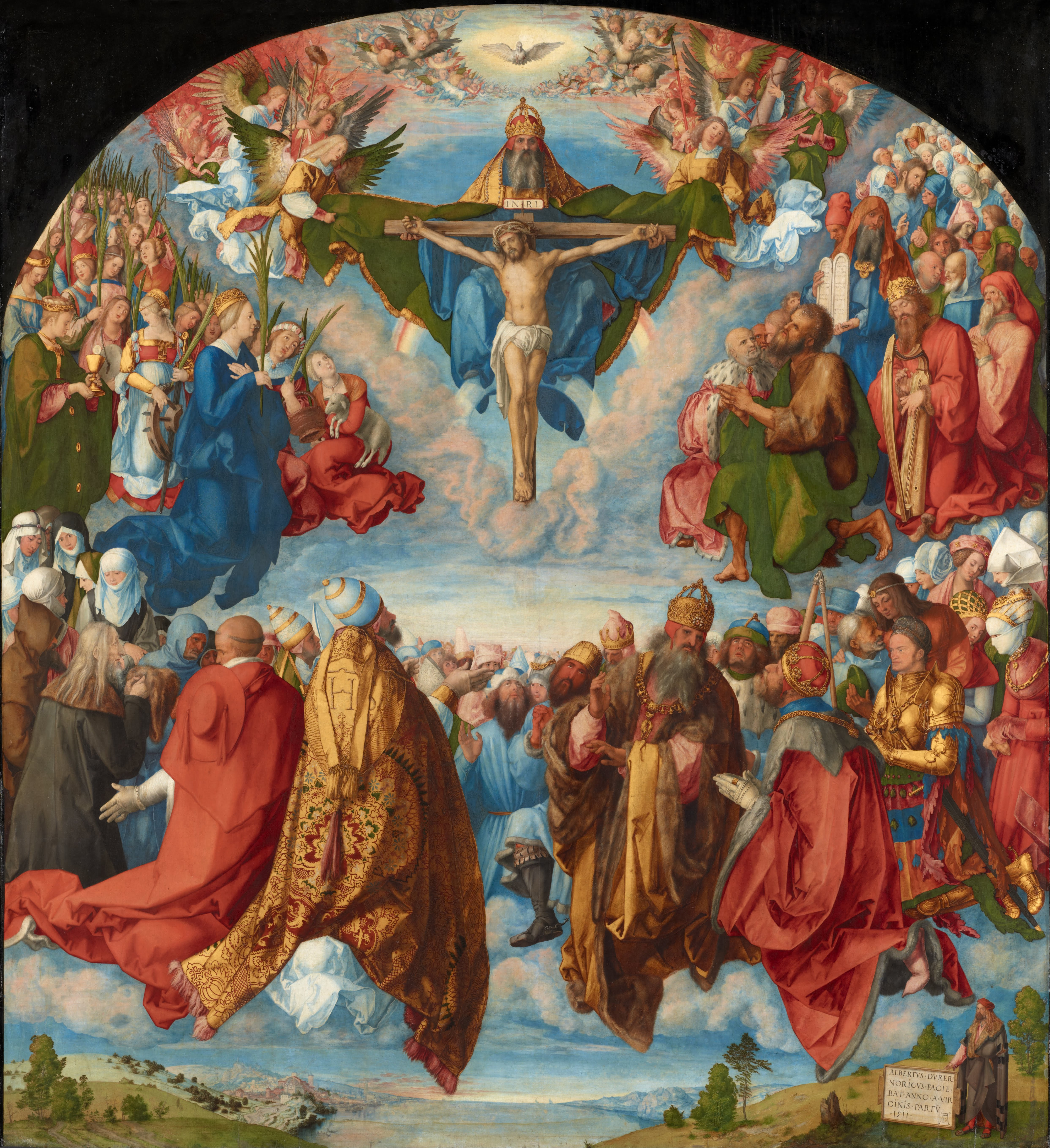
Adoració de la Trinitat (1511)

Un dels temes habituals de l'Alt Renaixement van ser les narracions bíbliques. Dürer també les va representar, encara que principalment del Nou Testament.
Les xilografies sobre la Vida de Maria presenten junt amb les pintures de l'altar Paumgartner i l'Adoració dels Mags, una geometria que domina l'espai mitjançant l'arquitectura dels seus paisatges. En obres posteriors, com l'Adoració de la Trinitat de l'any 1511, és la composició dels personatges la que crea l'espai. A la part inferior d'aquesta pintura s'observa un paisatge en el qual només apareix una petita figura, la del mateix pintor representant la civitas terrenal, i sobre aquest paisatge la civitas Dei, amb tots els sants i màrtirs, profetes, reis, bisbes i papes, que es troben adorant la Trinitat, col·locada a la part superior amb la imatge de Crist crucificat, el Pare Etern i l'Esperit Sant.
La Passió també va ser representada per Dürer en les sèries de xilografies de la Gran Passió i la Petita Passió. A la Mare de Déu la va representar en diverses formes: la Mare de Déu de la pera, la Mare de Déu de l'infant, la Festa del Rosari, la Mare de Déu dels animals, totes amb un tractament individual que semblen com si foren retrats.
La temàtica sobre l'Antic Testament va ser poc tractada pel pintor, i en el cas d'Adam i Eva sembla més aviat que allò que intentava l'artista era concentrar-se a aconseguir el perfecte coneixement de l'anatomia humana.
El 1504 realitzà un gravat sobre coure, i tres anys més tard va pintar novament la parella bíblica en un oli sobre taula, de mida natural i realitzada de manera independent en dos panells. Aquesta obra va pertànyer a la reina Cristina de Suècia i en l'actualitat es troba al Museu del Prado de Madrid. D'aquestes pintures hi ha unes còpies a la Galeria Pitti de Florència i al Museu de Magúncia. Les figures del gravat, les va construir d'acord amb el cànon estètic de Vitruvi de vuit caps, amb la presentació d'un contrapposto i mostrant una clara preocupació per ressaltar l'anatomia de les figures. El paisatge on estan ubicats els personatges té símbols medievals: el freixe, la figuera, la serp i diversos animals.
|  |  |

Als plafons de fusta d'Adam i Eva, aquests símbols es redueixen, deixant estrictament els necessaris. Són els cossos els que prenen més protagonisme. Va suavitzar l'anatomia i els va pintar més allargats, innovant en un nou cànon amb una proporció de nou caps i amb els contorns més lleus; l'anatomia no està tan marcada com les figures del gravat. L'actitud d'Adam no es mostra tan agressiva; la seva positura mostra un gest més aviat afectat, i sosté una fina branca entre els dits de la mà esquerra. La seva cabellera està solta i és llarga, fet que contrasta amb l'encrespat cabell i els curts rínxols de l'Adam anterior.
Eva està realitzada amb molta més delicadesa i mostra un caràcter més femení en les seves formes. Això també ho aconsegueix amb el joc que presenten les cames. En té l'esquerra flexionada i encreuada pel darrere de l'altra; aquesta posició recorda, en un cert sentit, una imatge més pròpia de l'estil gòtic que del Renaixement. Segurament, igual que en altres dibuixos d'aquesta època, va ser la influència del seu viatge a Venècia el que li va fer canviar la seva visió de la bellesa: preferí el to més suau i líric al dramatisme clàssic anterior, estil amb el qual havia tractat el mateix tema el 1504. Aquestes pintures del Museu del Prado es poden considerar precursores del manierisme.

## Últim viatge i darreres obres

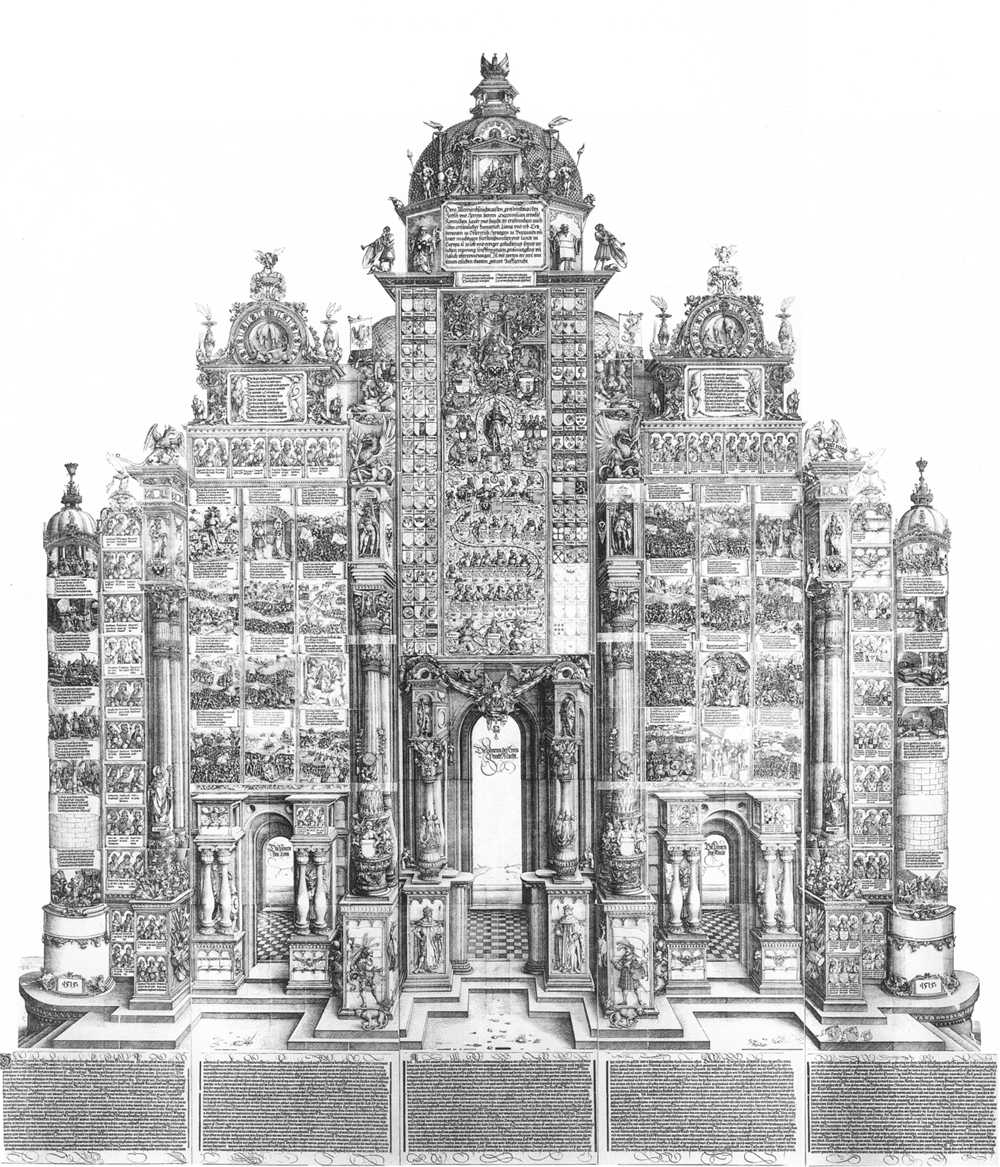
Arc de triomf per a Maximilià I

L'any 1515 va realitzar per a Maximilià I una xilografia monumental, anomenada Arc de triomf, i una carrossa per al festeig triomfal; també aquarel·les, principalment d'animals, i una gran quantitat de retrats per a un llibre d'hores. L'emperador va quedar molt satisfet amb les obres i li va concedir una pensió vitalícia.
Maximilià desitjava que perdurés la seva fama; segons ell mateix deia: «el que en vida no té cura de la seva memòria no la tindrà després de mort, i serà oblidat amb el sonar de les campanes». Amb aquesta idea, impulsà la realització d'edificis, estàtues i pintures, tot i que els encàrrecs més nombrosos van ser sobre paper. Aquest era un fet característic del Renaixement alemany, sobretot a l'època de la Reforma protestant, en què els plecs il·lustrats van arribar a ser una font d'informació molt important.
L'encàrrec més gran que va rebre Dürer va ser la xilografia Arc de triomf: per a la seva realització es van necessitar 192 tacs diferents de gravats, amb explicacions en cal·ligrafia i amb una mesura de 3,5 x 3 metres. Va poder comptar amb diversos col·laboradors: Jörg Kolderer, un arquitecte d'Innsbruck, que realitzà el disseny del marc arquitectònic; Johannes Stabius, astrònom, que va compondre el programa, i amb Dürer van treballar nombrosos ajudants del seu taller. Amb tant de personal implicat en el projecte, el treball de Dürer es va centrar a subministrar els esbossos i supervisar-ne l'execució. La iconografia ressaltava tots els fets històrics de l'emperador i totes les seves activitats, amb retrats de la seva família tant per naixement com per matrimoni. Hi ha emperadors i reis, escuts d'armes de la branca austríaca a la part esquerra i de la branca espanyola a la part dreta; finalment destaca el mateix retrat de l'emperador Maximilià entronitzat, el seu fill Felip el Bell i la seva filla Margarida d'Àustria.
El 1520 Dürer es va assabentar que Carles I, successor de Maximilià I, havia de viatjar d'Espanya a Aquisgrà per a ser coronat emperador del Sacre Imperi romà. Dürer havia rebut una pensió anual per part de Maximilià de cent florins, i desitjava que Carles I mantingués aquesta assignació. Entre 1520 i 1521, va emprendre l'itinerari fins a Aquisgrà, que va finançar venent gravats i altres obres durant el trajecte, i d'allí va passar als Països Baixos.

El seu diari ens proporciona un fascinant relat d'aquests viatges, de les audiències dels monarques i de les rebudes que li van brindar els seus companys artistes, l'admiració pels treballs de grans mestres del segle xv, com Roger van der Weyden i Jan van Eyck; d'una obra d'aquest darrer va deixar escrit en el seu diari:
| « | ...el políptic de l'església de Sant Joan (L'Adoració de l'Anyell místic) és una pintura estupendament meditada, particularment belles les figures d'Eva, de Maria i del Pare Etern. | » |

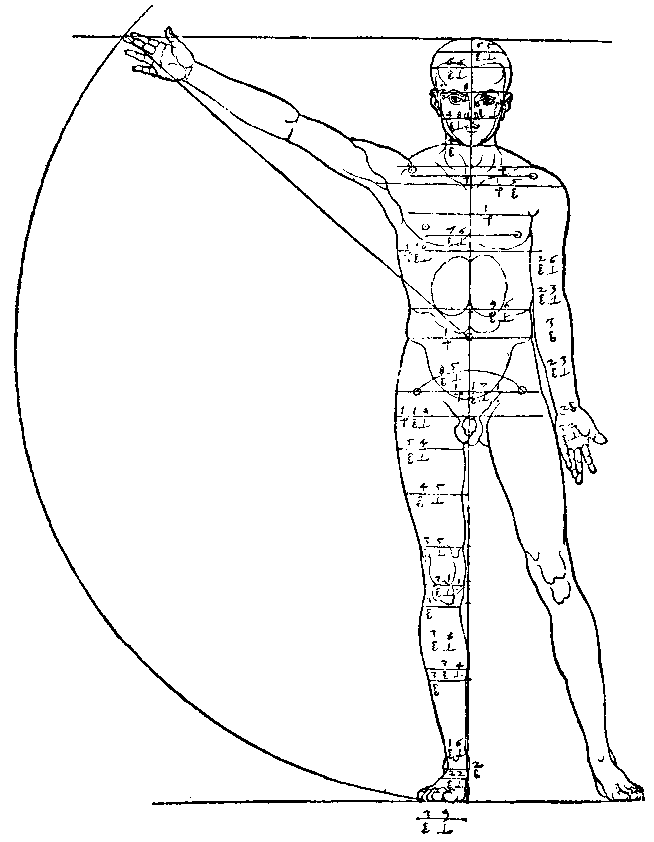
Dibuix per al seu tractat sobre anatomia

La seva audiència amb Carles V va resultar satisfactòria. Va retornar a Nuremberg, on hauria de romandre fins a la seva mort, el 6 d'abril de 1528. Les seves últimes obres són dues grans taules en les quals estan representats Els quatre apòstols o Quatre temperaments (c. 1526, Alte Pinakothek, Múnic), representant sant Joan, sant Pere, sant Pau i sant Marc, obres que va oferir com a regal a la ciutat de Nuremberg, on van romandre fins que, un segle més tard, van passar a formar part de la col·lecció de Maximilià de Baviera. La qualitat de l'obra de Dürer, la quantitat prodigiosa de la seva producció artística i la influència que va exercir sobre els seus contemporanis van esdevenir d'una importància enorme per a la història de l'art.

En un context més ampli, el seu interès per la geometria i les proporcions matemàtiques, el seu profund sentit de la història, les seves observacions de la natura i la consciència que tenia del seu propi potencial creatiu són una demostració de l'esperit de constant curiositat intel·lectual del Renaixement. Va ser en els seus últims anys de la seva vida, quan estava delicat de salut per la febre palúdica que patia quan, de manera especial, es va dedicar a recopilar els seus escrits sobre els estudis teòrics, que va voler incloure en una gran obra: Speis der Malerknaben (Aliment per als joves pintors), però que només va arribar a publicar parcialment el 1525 amb el títol Instrucció sobre la manera de mesurar; alguns dels gravats d'aquesta obra mostren la tècnica que aconsellava el pintor amb alguns dels «trucs» que ell emprava per aconseguir la minuciositat dels seus dibuixos, com per exemple el titulat Dibuixant una dona gitada, on s'observa el dibuixant enfront d'una finestra transparent i quadriculada que es repeteix al paper sobre el qual està dibuixant la dona que es troba a l'altre costat de la divisió feta amb la finestra. Segons l'historiador Wölfflin: 
| « | L'estil lineal de Dürer no és només el progrés d'una preexistent tradició, sinó que significa a la vegada l'exclusió de tots els elements contraris que procedien de l'estil del segle xv […] Durer va ser el primer que va supeditar conseqüentment tot el contingut del visible a la línia definitòria de la forma. | » |

El 1527 publica el Tractat de les fortificacions, en què va expressar el seu coneixement i preocupació per la col·locació de la perspectiva per poder distribuir i adaptar l'espai correctament i, finalment, el Tractat de les proporcions del cos, que es va editar de manera pòstuma el 1528. El mestre i sogre de Velázquez, Francisco Pacheco, va recomanar estudiar els dibuixos d'aquest llibre com a model per a la comprensió del cos de la dona.
A més a més d'aquests llibres, va deixar realitzats sis dotzenes de pintures, més de cent gravats en coure, dues-centes cinquanta xilografies i més d'un miler de dibuixos. A la seva tomba de Nuremberg es pot llegir un epitafi del seu amic Pirckheimer:
| «                                | Quicquid Alberti Dureri mortale fuit, sub hoc conditur túmul. (Tot allò que de mortal hi va haver d'Albrecht Dürer queda cobert per aquest sepulcre.) | » |
| — Panofsky, Erwin (1982) pàg. 37 | |   |

Encara que Dürer era catòlic, es dedueix dels seus escrits que va tenir una gran simpatia a Martí Luter. Aquest, en assabentar-se de la mort del gran artista, va escriure:
| «             | Crist en la plenitud de la seva saviesa se l'haurà endut d'aquests temps difícils, i dels possiblement pitjors que han de venir perquè, qui era digne de mirar res més que excel·lències, no fos forçat a veure tan vils i tristes coses com ens esperen. Déu el tingui en la seva pau. | » |
| — Martí Luter | |   |

## Obres escrites consultables
- Albert Dürer à Venise et dans les Pays-Bas: autobiographie, lettres : journal de voyages papiers divers.[22]
- Della simmetria de i corpi humani, libri quattro.[23]
- Elementorum geometricorum libri.[24]
- Instruction sur la fortification des villes: bourgs et châteaux.[25]